# Sommet du G20 de 2012
Le Sommet du G20 2012 est une réunion du groupe des 20 qui s'est tenue au Mexique en juin 2012, à Los Cabos, Basse-Californie du Sud.

## Participants
| Pays                                        | Pays                   | Chef de la délégation          | Fonction              |
| ------------------------------------------- | ---------------------- | ------------------------------ | --------------------- |
| Drapeau de l'Argentine                      | Argentine              | Cristina Fernández de Kirchner | Présidente            |
| Drapeau de l'Australie                      | Australie              | Julia Gillard                  | Premier ministre      |
| Drapeau du Brésil                           | Brésil                 | Dilma Rousseff                 | Présidente            |
| Drapeau du Canada                           | Canada                 | Stephen Harper                 | Premier ministre      |
| Drapeau de la République populaire de Chine | Chine                  | Hu Jintao                      | Président             |
| Drapeau de la France                        | France                 | François Hollande              | Président             |
| Drapeau de l'Allemagne                      | Allemagne              | Angela Merkel                  | Chancelière           |
| Drapeau de l'Inde                           | Inde                   | Manmohan Singh                 | Premier ministre      |
| Drapeau de l'Indonésie                      | Indonésie              | Susilo Bambang Yudhoyono       | Président             |
| Drapeau de l'Italie                         | Italie                 | Mario Monti                    | Premier ministre      |
| Drapeau du Japon                            | Japon                  | Yoshihiko Noda                 | Premier ministre      |
| Drapeau du Mexique                          | Mexique                | Felipe Calderón                | Président             |
| Drapeau de la Russie                        | Russie                 | Vladimir Poutine               | Président             |
| Drapeau de l'Arabie saoudite                | Arabie saoudite        | Ibrahim Abdulaziz Al-Assaf     | Ministre des Finances |
| Drapeau d'Afrique du Sud                    | Afrique du Sud         | Jacob Zuma                     | Président             |
| Drapeau de la Corée du Sud                  | Corée du Sud           | Lee Myung-bak                  | Président             |
| Drapeau de la Turquie                       | Turquie                | Recep Tayyip Erdoğan           | Premier ministre      |
| Drapeau du Royaume-Uni                      | Royaume-Uni            | David Cameron                  | Premier ministre      |
| Drapeau des États-Unis                      | États-Unis             | Barack Obama                   | Président             |
| Drapeau de l’Union européenne               | Commission européenne, | José Manuel Barroso            | Président             |
| Drapeau de l’Union européenne               | Conseil européen,      | Herman Van Rompuy              | Président             |

## Annexe